# 바이스호른 산장

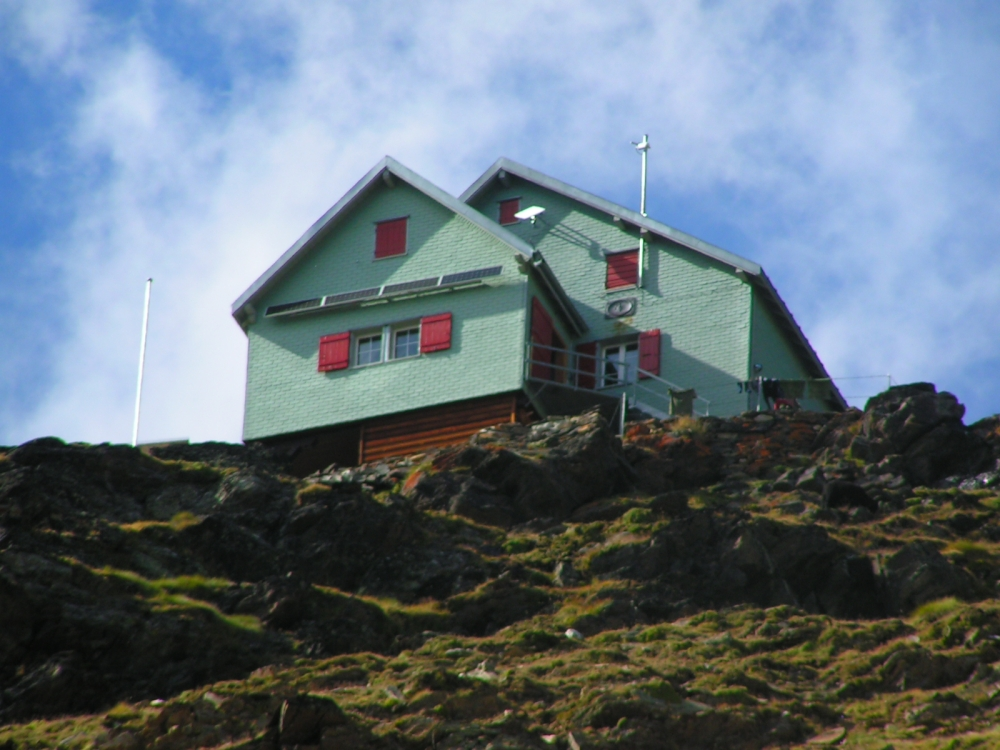
바이스호른 산장

바이스호른 산장(Weisshorn Hut, 독일어: Weisshornhütte)는 스위스 알파인 클럽의 산장으로 발레주의 란다 위에 있다. 해발 2,932m 높이의 바이스호른 남쪽 경사면에 위치하고 있으며, 샬리 빙하 바닥 근처에 있다.
샬리 빙하(3,100m)까지 오르는 트레일은 바이스호른 산장과 란다를 연결한다. 오두막은 주로 동쪽 능선을 통한 바이스호른 등반에 사용된다.